# Pierre Poiret

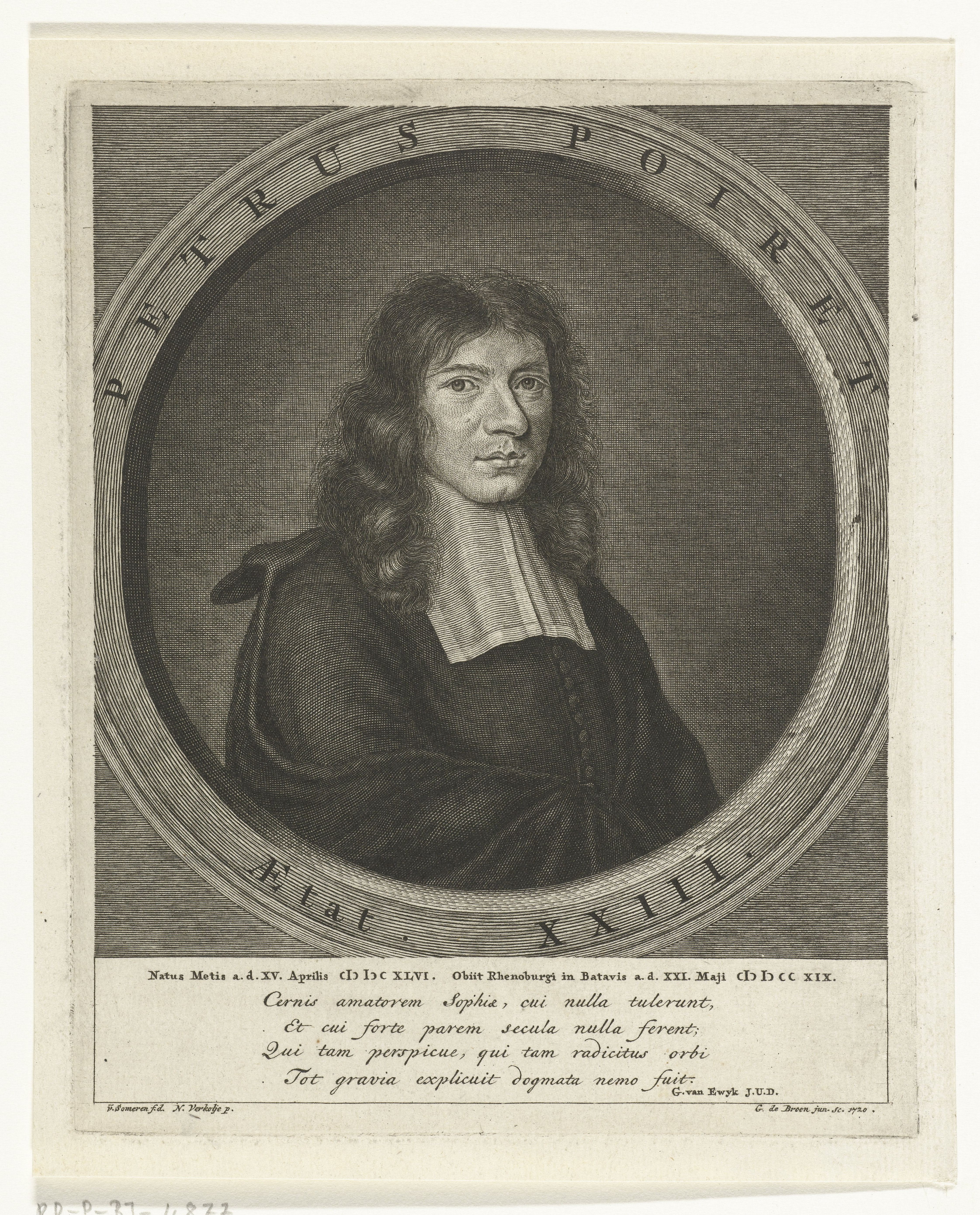
Pierre Poiret

Pierre Poiret Naudé (* 15. April 1646 in Metz; † 21. Mai 1719 in Rijnsburg) war ein französischer Mystiker und christlicher Philosoph des 17. Jahrhunderts.

## Leben und Wirken
Nach dem frühen Tod seiner Eltern verdiente Poiret seinen Lebensunterhalt durch Gravurarbeiten und das Unterrichten der französischen Sprache. Er studierte währenddessen Theologie in Basel, Hanau und nach 1668 in Heidelberg. In Basel war er von Descartes’ Philosophie fasziniert. Er las auch Thomas von Kempen und Johann Tauler, war aber besonders von den Schriften des niederländischen mennonitischen Mystikers Hendrik Jansen van Barrefelt (Hiël) (um 1520–um 1594) beeinflusst, dessen Werke unter dem Pseudonym Hiël veröffentlicht wurden.
1672 wurde er Pastor der französischen Kirche in Annweiler im Herzogtum Pfalz-Zweibrücken. Hier lernte er Äbtissin Elisabeth von Herford kennen, die Enkelin von Jakob I. von England und eine bekannte Mystikerin, dazu die Theologia Germanica sowie die Schriften von Antoinette Bourignon. Der Wunsch, diese ihn faszinierende Frau kennenzulernen, führte ihn 1676 in die Niederlande. Er ließ sich in Amsterdam nieder und veröffentlichte dort im folgenden Jahr seine Cogitationes rationales de Deo, anima, et Malo, was ihm einige Anerkennung für Wissenschaft und philosophische Erkenntnisse einbrachte.
Von den Niederlanden ging Poiret weiter nach Hamburg, noch immer auf der Suche nach Antoinette Bourignon. Bei ihrer ersten Begegnung wurde er vollständig von ihr überzeugt und, bis zu ihrem Tod 1680, ihr treuer Schüler. Er begleitete sie auf ihren Wanderungen, reiste aufgrund ihrer komplizierten Angelegenheiten mehrmals nach Holstein und kehrte nach Amsterdam zurück, um für die Veröffentlichung ihres Gesamtwerks zu sorgen, dem er eine gründliche Verteidigung voranstellte und eine Übersetzung des Göttlichen Gesichts von Hans Engelbrecht, dem Braunschweiger Enthusiasten, hinzufügte. Er verteidigte ihren Charakter und ihre göttliche Mission in einem Mémoire touchant la vie de Mlle. A. Bourignon (1679) und setzte sich für ihre Sache gegen Pierre Bayle und Veit Ludwig von Seckendorff ein. Er war auch ein großer Bewunderer von Jane Leade. 1688 ließ er sich in Rijnsburg nieder, wo er sich mit eigenen Werken und vielfältigen Arbeiten für die niederländischen Buchhändler beschäftigte, wie der niederländischen Ausgabe von Thierry Ruinart.